# Număr dublu triunghiular

Există 21 de colorări ale celor patru colțuri ale unui pătrat folosind trei culori (excluzând simetriile), un număr dublu triunghiular, format prin combinarea a două dintre cele șase colorări a două colțuri opuse

În matematică un numerele dublu triunghiulare sunt numere figurative care apare în șirul numerelor triunghiulare în poziții care sunt și ele numere triunghiulare. Adică, dacă se notează cu {\displaystyle T_{n}=n(n+1)/2} al n-lea număr triunghiular, atunci numerele dublu triunghiulare sunt numerele de forma {\displaystyle T_{T_{n}}}.

## Șirul și formula
Termenii șirului numerelor dublu triunghiulare sunt:
0, 1, 6, 21, 55, 120, 231, 406, 666, 1035, 1540, 2211, ...
Al n-lea număr dublu triunghiular este dat de cuartica:
{\displaystyle T_{T_{n}}={\frac {n(n+1)(n^{2}+n+2)}{8}}.}
Sumele sumelor rândurilor triunghiului lui Floyd dau numerele dublu triunghiulare. Un alt mod de a exprima acest fapt este că suma tuturor numerelor din primele n rânduri ale triunghiului lui Floyd este al n-lea număr dublu triunghiular.

## În enumerarea combinatorică
Numerele dublu triunghiulare apar în mod natural ca numere de perechi neordonate de perechi neordonate de obiecte, inclusiv perechi în care ambele obiecte sunt aceleași:
- Un exemplu din chimia matematică este dat de numerele de suprapunere ale orbitalilor între orbitalii de tip Slater.[3]
- Un alt exemplu din combinatorică este că numerele dublu triunghiulare indică numărul de multigrafuri nedirecționate cu două muchii pe noduri etichetate n. În această viziune, o muchie este o pereche neordonată de noduri, iar un graf cu două muchii este o pereche neordonată de muchii. Numărul de muchii posibile este un număr triunghiular, iar numărul de perechi de muchii (permițând ambelor muchii să conecteze aceleași două noduri) este un număr dublu triunghiular.[4]
- La fel, numerele dublu triunghiulare indică și numărul de moduri distincte de colorare a celor patru colțuri sau a celor patru laturi ale unui pătrat cu n culori, permițând ca unele culori să fie neutilizate și numărând două colorări ca fiind identice atunci când diferă una de celalaltă doar prin rotirea sau reflectarea pătratului. Numărul de culori alese pentru oricare două caracteristici opuse ale pătratului este un număr triunghiular, iar o colorare a întregului pătrat combină două dintre aceste colorări în perechi cu caracteristici opuse.[1] Când sunt excluse perechile cu ambele obiecte identice, apare o succesiune diferită, numerele triunghiulare {\displaystyle 3,15,45,105,\dots } care sunt date de formula {\textstyle {\binom {\binom {n}{2}}{2}}}.[5]

## În numerologie
Unii numerologi și unii exegeți ai Bibliei consideră semnificativ faptul că 666, numărul fiarei, este un număr dublu triunghiular.